# Megachile praecipua
Megachile praecipua är en biart som beskrevs av Mitchell 1930. Megachile praecipua ingår i släktet tapetserarbin, och familjen buksamlarbin. Inga underarter finns listade i Catalogue of Life.